# Kannabidivarin
A kannabidivarin (INN: cannabidivarine),  más néven  kannabidivarol vagy CBDV, egy nem-pszichoaktív   kannabinoid, mely kis mennyiségben található meg a kendernövényben
(Cannabis sativa).
A     kannabidiol (CBD) analógja, azzal a különbséggel, hogy az oldallánca két metiléncsoporttal (CH2) rövidebb.
Savas közegben izomerizál és   pszichoaktív tetrahidrokannabivarinná (THCV) alakul.

## Lásd még
- Cannabis

## Külső hivatkozások
- Erowid